# بلاكبينك هاوس
منزل بلاكبينك أو بلاكبينك هاوس (بالكورية: 블핑하우스;)، هو برنامج واقعي خاص بفرقة الفتيات الكورية بلاكبينك تبثه محطة التلفزيون الكورية الجنوبية جي تي بي سي. العرض يدور حول أعضاء بلاكبينك وماذا يفعلون في حياتهم اليومية ورحلاتهم وكيف يقضون إجازتهم، تم بث الحلقة الأولى من العرض على قناة JTBC2 في 6 يناير 2018. وتم بث العرض أيضًا عبر الإنترنت عبر يوتيوب وعبر V LIVE، بدأت وكالة واي جي إنترتينمنت أخيرًا في عرض برنامج واقعي لـ بلاكبينك. قامت YG بتصوير برامج متنوعة أخرى لفنانين آخرين مثل «بيغ بانغ TV» و«تو ني ون TV» و«وينر TV», وقد نشرت YG رسميًا فيديو تشويقي في يوتيوب في 28 ديسمبر 2017. وحصل الفيديو التشويفي أكثر من مليون مشاهدة على يوتيوب، مما أثار توقعات كبيرة من المعجبين على إنشطة جديدة للفرقة.
عندما كان الأعضاء يعبرون عن رغباتهم مثل العطلة الصيفية، كشف يونغ هيون سوك «الرئيس التنفيذي» عندما فاجئ العضوات بكعكة خلف الكواليس بمناسبة الذكرى الأولى لبلاكبينك، مما أثار دهشة جميع الأعضاء الأربعة. ايضاً تأثرن العضوات حقاً عندما سمعوا اقتراح يانغ هيون سوك ببدء تصوير «بلاكبينك تيفي» لأن عندما كان الأعضاء يسردون قائمة رغباتهم، كانوا يرغبون لفترة خاصة حيث يمكنهم الكشف عن حياتهم أكثر. بالإضافة إلى ذلك، صرح أيضًا بأنه سيعد
بدو الاربعة أعضاء جيسو وجيني كيم وروزي وليسا قصتهم المثيرة في "Blackpink House"، بدءاً من الغسيل والتنظيف والسفر.  أثناء الحلقة، أظهرن بلاكبينك أنشطة مثيرة مثل الطيران الشراعي في مسقط رأس ليسا تايلاند، والذهاب إلى ساونا على الطراز الكوري، واتفقو العضوات ان كل عضوة سيكون لديها فكرة للسفر وقضاء الوقت في مكان محدد وكل يوم سيتم الذهاب للمكان التي تختاره إي عضوة منهم.  في نهاية الحلقة 11، اضطرو عضوات بلاكبينك الأربعة إلى مغادرة المنزل الوردي لأنه كان آخر أيام العطلة. والمثير للدهشة أن واي جي وعد المعجبين بإصدار الحلقة 12 كمكافأة لهم إذا وصلت الحلقة 11 الاخيرة إلى ثمانية وثمانين مليون مشاهدة على يوتيوب والحلقة تقربياً وصلت إلى 100 مليون.

## الحلقات
| الموسم | الموسم | عدد الحلقات | تاريخ العرض  | تاريخ العرض   |
| الموسم | الموسم | عدد الحلقات | العرض الأول  | العرض الأخير  |
| ------ | ------ | ----------- | ------------ | ------------- |
|        | 1      | 12          | 6 يناير 2018 | 17 أغسطس 2018 |